# Santiago Peña
Santiago Peña Palacios (ur. 16 listopada 1978 w Asunción) – paragwajski ekonomista i polityk, minister finansów (2015–2017). Od 15 sierpnia 2023 prezydent Paragwaju.

## Życiorys
Studiował ekonomię na Universidad Católica Nuestra Señora de la Asunción. Następnie uzyskał tytuł magistra administracji publicznej na Uniwersytecie Columbia. W latach 2000–2009 pracował jako ekonomista w Banku Centralnym Paragwaju. W 2009 przeniósł się do Międzynarodowego Funduszu Walutowego, gdzie odpowiadał za pomoc rozwojową w Afryce. W 2012 powrócił do pracy w Banku Centralnego Paragwaju, gdzie został członkiem Rady Dyrektorów.  5 stycznia 2015 prezydent Horacio Cartes mianował Peñę ministrem finansów w swoim gabinecie. 
W 2018 bezskutecznie ubiegał się o nominację na kandydata partii Colorado w wyborach prezydenckich, przegrywając z Mario Abdo Benítezem, po czym związał się z prywatnym sektorem bankowym, zasiadając w zarządzie Banco BASA.
W 2022 Peña z powodzeniem kandydował na kandydata na prezydenta Partii Colorado; był powszechnie postrzegany jako kandydat najbardziej zbliżony do byłego prezydenta Horacio Cartesa, podczas gdy jego przeciwnik, Arnoldo Wiens, był sprzymierzony z Abdo Benítezem. Krytycy Peñy powiedzieli, że gdyby został wybrany na prezydenta, Horacio Cartes byłby szarą eminencją, a Peña działałby jedynie jako rzecznik Cartesa. Polityczka Partii Colorado Blanca Ovelar powiedziała, że Peña skończyłby jako "sekretarz" Cartesa, gdyby został wybrany. Cartes i jego zwolennicy w Kongresie próbowali wcześniej uchwalić poprawkę do konstytucji, aby umożliwić Cartesowi ubieganie się o reelekcję, wywołując zamieszki w kraju.
Peña został wybrany na prezydenta Paragwaju po zdobyciu 43,9% głosów w wyborach powszechnych w kwietniu 2023 roku. Gratulacje złożyli mu ustępujący prezydent Mario Abdo Benítez oraz prezydenci Luiz Inácio Lula da Silva z Brazylii i Alberto Fernández z Argentyny. Peña wezwał do jedności, aby stawić czoła wyzwaniom gospodarczym, przed którymi stoi obecnie kraj. 
Peña objął urząd prezydenta Paragwaju 15 sierpnia 2023.